# Đinh lăng trổ
Đinh lăng trổ, hay Đinh lăng lá vằn, Đinh lăng lá viền bạc, danh pháp khoa học Polyscias guilfoylei là một loài thực vật có hoa trong Họ Cuồng cuồng. Loài này được (W.Bull) L.H.Bailey miêu tả khoa học đầu tiên năm 1916.